# Смертельная битва: Защитники Земли
«Смертельная битва: Защитники Империи» (англ. Mortal Kombat: Defenders of the Realm) — мультсериал, создан на основе сюжета игр-файтингов Mortal Kombat (главным образом Mortal Kombat 3, но с некоторыми заимствованиями из Mortal Kombat II). Мультсериал создан компаниями Threshold Entertainment (работавшей над созданием обоих полнометражных фильмов) и Film Roman. Премьера состоялась в составе анимационного блока на канале Action Extreme Team на канале USA Network. Показ шёл одним блоком из 13 серий с сентября по декабрь 1996 года.

## Сюжет
Персонажи и их истории в целом унаследованы из фильмов «Смертельная битва» и «Смертельная битва 2: Истребление», но добавлен сюжет игры Mortal Kombat 3. События каждой серии практически не связаны с сюжетом игр, несмотря на то, что образ героев позаимствован из игр Mortal Kombat 3 и Ultimate Mortal Kombat 3 (за исключением Китаны, чей костюм является гибридом костюмов в MK2 и UMK3; также есть некоторые изменения в облике других персонажей, например, Сони). Главным нововведением сериала стало появление чёрного колдуна Куан Чи, ставшего одним из ключевых персонажей вселенной и главных злодеев начиная с Mortal Kombat 4 и Deadly Alliance.
Сериал повествует о группе воинов, возглавляемых Рэйденом, защищающих Земной мир от захватчиков, проникающих через различные межпространственные порталы из других миров. В эту группу входят: Лю Кан, Кёртис Страйкер, Соня Блейд, Джакс, Китана, Саб-Зиро и Ночной Волк, по большей части занимающийся техподдержкой. Группа базируется на тайной базе, откуда Ночной Волк и Рэйден отслеживают открытие порталов. Воины передвигаются на реактивных самолётах, имеющих форму драконов и способных добираться до любой точки Земли за несколько минут. Шао Кан является главным злодеем в сериале, мечтающим захватить Землю при помощи солдат из других миров. В заключительной серии Китана организовывает восстание против Шао Кана.
Сюжетно мультсериал является продолжением первого фильма «Смертельной Битвы» (что подразумевает игнорирование событий второго фильма). Однако при этом мультсериал был изначально рассчитан на показ в субботнем блоке мультфильмов для детей, в связи с чем в самом мультсериале было значительно уменьшено количество насилия, отсутствовала кровь даже при ранениях, в качестве противников чаще всего выступали киборги, человекоподобные четырёхрукие Шоканы и т. д. Был выпущен лишь один сезон с 13 сериями.

## Список серий

### Серия 1: Битва начинается снова
Оригинальное название: Kombat Begins Again
Сюжет: Защитники Мира отражают нападение группы киборгов (похожих на рядовых солдат армии Шао Кана), возглавляемой Сектором и Сайрексом(в русском дубляже от ЕА Серакс). Ситуация для Защитников складывалась весьма плохо, пока не вмешался Саб-Зиро и не помог Защитникам оттеснить нападавших обратно во Внешний Мир. Саб-Зиро пытается предупредить бойцов о грядущем вторжении Скорпиона, но Соня Блейд напоминает ему, что он предал свой клан. Следуя указаниям Рейдена, воины возвращаются на свою засекреченную базу, беря Саб-Зиро с собой. Вскоре группа Номадов находит их и нападает на базу, из-за чего Соня укрепляется во мнении, что Саб-Зиро предал их. В ходе отражения атаки Номадов Саб-Зиро и Ночной Волк борются на одной стороне, а Саб-Зиро побеждает лидера Номадов — Карбрака. После битвы появляется Рейден и подтверждает, что Саб-Зиро — не предатель, а Номады просто следили за ним при помощи электронного «жучка». Соня в итоге признает, что беглец из Лин-Куэй все же на их стороне, и просит у него прощения. В завершении серии звучит тревожная сирена, а Саб-Зиро говорит, что началось нападение Скорпиона.
Примечания: Несмотря на ориентированность мультсериала на серию игр, он все же предназначен для гораздо более младшей аудитории и таким образом содержит минимум насилия. Во время флешбека демонстрируется сцена боя Лю Кана и Саб-Зиро из первого фильма, в ходе которой Саб-Зиро-старший(Би-Хань) был заморожен водой, вылитой на него Лю Каном, тогда как в фильме вода превратилась в сосульку и проткнула Саб-Зиро. В русской озвучке младшего брата Саб-Зиро перевели, как Ниже Нуля на протяжении всего мультсериала. Несмотря на то, что Барака не появляется в сериале, лидер Номадов носит имя «Карбрак», что весьма схоже с анаграммой имени «Барака». Кроме того, эта раса здесь упоминается как Номады, а не Таркатаны (название Таркатаны появилось позже, в 2004 году).
Сценарист: Шон Кэтрин Дерек
Выход: 21 сентября 1996 года

### Серия 2: Атака Скорпиона
Оригинальное название: Sting of the Scorpion
Серия продолжается там, где закончился первый эпизод. Команда Защитников выясняет, что атака началась через древнюю усыпальницу в Тибетских горах. Наполненный силой тьмы, Скорпион, оживший мертвец, которого не приняли в мир павших воинов из-за его бесчестья, выбрался из мира падших душ и путешествует по всем мирам, собирая армию оживших мертвецов. Защитники следуют за Скорпионом во Внешний Мир, опасаясь атаки Шао Кана. Китана ведёт их в гробницу, в которой похоронены самые жестокие воины Внешнего Мира, такие как Шан Цзун. Скорпион планирует воскресить Шан Цзуна, но его преследует Саб-Зиро, который пытается помешать ему. Саб-Зиро овладевает гнев, но он быстро с ним справляется. Саб-Зиро рассказывает Лю Кану о необходимости остановить Скорпиона, потому как он верит, что Кан смог победить его брата лишь с помощью Китаны. Лю Кан побеждает Скорпиона в Смертельной Битве с помощью Саб-Зиро. Саб-Зиро почти скидывает Скорпиона с вершины мавзолея Шан Цзуна, но Лю Кан напоминает ему, что покрыв себя бесчестьем, он станет не лучше своего брата. Прибывший Рейден отправляет Скорпиона с его неживыми воинами в мир потерянных душ. И когда защитники уже были уверены, что справились со своей задачей, с Лю Каном связался Найтвулф и сообщил об обнаружении ещё одного места прорыва.
Примечания: На карте, отображаемой в начале серии, показаны границы единого СССР, который распался почти за пять лет до выхода серии. После перехода через портал герои оказываются на той же аллее во Внешнем Мире, что и в первом фильме (где Лю Кан дрался с Рептилией). В этом эпизоде играет музыка групп Psykosonik и Sister Machine Gun (игравшая в первом фильме) в дополнение к обычному саундтреку сериала, написанного Джонатаном Слоатом.
Сценарист: Шон Кэтрин Дерек
Выход: 28 сентября 1996 года

### Серия 3: Бой с ниндзей-рептилией
Оригинальное название: Acid Tongue
Новый опасный враг в виде смертельно опасных рептилий, возглавляемых Комодаем (ранее упоминавшийся как просто «Рептилия»). Во время схватки Комодай повредил кислотой бионические имплантаты Джакса, из-за чего тот потерял важный микрочип, без которого имплантаты не могут нормально функционировать. В результате этого Джакс потерял уверенность в себе, а Соня возвращается на место битвы, чтобы найти пропавший чип, но её похищает Комодай. В это время на Землю вторгаются четырёхрукие Шоканы во главе с Шивой, и остальные Защитники Земли вынуждены сражаться с ними, в то время как Джакс ищет пропавшую Соню. В ходе спасения Джаксу приходится полагаться не как обычно на свои имплантаты, а думать головой, что и помогает ему победить Комодая. И хотя Джакс говорит, что усвоил урок не полагаться исключительно на силу имплантатов, но все же надевает их обратно, объясняя это дополнительным преимуществом в бою.
Примечания: Джакс снимает свои металлические имплантаты в этой серии впервые в сериале, второй раз он их снимет в двенадцатом эпизоде. Происхождение и дальнейшая судьба рептилий здесь не поясняется, однако указывается, что их родной мир называется Затерра (об этом упоминается также в Mortal Kombat Trilogy), а само племя именуется Рапторами. Также, Рептилия в данном эпизоде показан личностью, которая не блещет умом, хотя в биографии Рептилии говорилось, что он достаточно хитёр.
Сценарист: Шон Кэтрин Дерек
Выход: 5 октября 1996
 Гостевые голоса: Даунн Льюис (Шива); Джошуа Блайден (Комодай)

### Серия 4: Похищение Китаны
Оригинальное название: Skin Deep
Странный всплеск энергии в Новой Гвинее приводит к встрече Воинов Земли с Рэйном, бывшим возлюбленным Китаны, который как она считала был мертв уже довольно длительное время. Встреча Китаны и Рэйна вызывает ревность у Лю Кана. Рэйн сообщает им, что Шао Кан ищет могущественный жезл, скрытый в священном храме. Воины Земли готовятся к битве пока не стало поздно, но Рэйн их обманывает и похищает Китану. Лю Кан находит Рэйна в его замке, но после освобождения Китаны она сама решает защитить свою честь в битве с Рэйном. В ходе битвы начинает рушиться замок, в результате чего Рэйн убегает, а Лю Кан и Китана с помощью Рэйдена переносятся в безопасное место.
Примечания: Финальная схватка Лю Кана и Шан Цзуна из первого фильма упоминается здесь как флэшбек в начале эпизода, но с некоторыми отличиями: когда Шан Цзун падает в яму, металлические штыри, присутствовавшие в фильме, здесь отсутствуют, и он падает и умирает просто на полу. Кроме того изменён внешний вид Шан Цзуна: здесь он выглядит как в игре MK3, а не в фильме. Рэйн же на протяжении всей серии остается без маски.
Сценарист: Стив Грэнет и Сайдн Кларк
Выход: 12 октября 1996 
Гостевые голоса: Рино Романо (Рэйн)

### Серия 5: Киборг-терминатор
Оригинальное название: Old Friends Never Die
Саб-Зиро встречается со своим давним другом Смоуком, неожиданно вернувшимся после своего исчезновения много лет назад. Саб-Зиро и Смоук были лучшими друзьями до того, как Ониро, Великий мастер клана Лин Куэй, отдал приказ о превращении ниндзя в киборгов. Саб-Зиро спасаясь, сбежал из клана, а Смоук был пойман и превращен в киборга. Теперь Саб-Зиро пытается выяснить, сохранил ли его старый друг свою человеческую душу или стал лишь машиной для убийства. Смоук получает приказ уничтожить Саб-Зиро и почти его выполняет, но неожиданно вспоминает про свою человеческую душу и вновь объединяется с Саб-Зиро против Ониро. Вместе они одолевают Ониро и тот сбегает. Но Смоук говорит Саб-Зиро, что они больше не могут быть друзьями, поскольку Саб-Зиро стал врагом Лин Куэй, но при этом Смоук гордится их прежней дружбой и не хочет воевать против Саб-Зиро, после чего исчезает.
Примечания: Смоук, Сайрекс и Сектор в своем человеческом обличье показаны без маски во время флэшбека о совместных тренировках в Лин Куэй. Здесь Сектор изображен чернокожим, в то время как остальные — белые, но в игре Mortal Kombat Gold чернокожим из них оказывается Сайрекс. Несмотря на добавление нового персонажа Ониро, данная история взята из игры MK3.
Сценарист: Марк Хоффмайер
Выход: 19 октября 1996
 Гостевые голоса: Джереми Рэтчфорд (Смоук); Джек Эйнджел (Ониро)

### Серия 6: Нападение «Черных Драконов»
Оригинальное название: Familiar Red
Кано начал создавать множество ложных порталов, заставляя Воинов Земли метаться туда-сюда. В результате, они начали считать, что Ночной Волк начал ошибаться. Но Ночной Волк находит доказательства, что это дело рук банды «Черные Драконы», которую как раз и возглавляет Кано. Джакс рассказывает историю о том, как Кано убил напарника Сони и чуть не убил её саму. Рэйден советует не полагаться столь сильно на технику, и при помощи магической силы выясняет где находятся Черные Драконы. Выясняется, что их новое убежище находится под одной из египетских пирамид. Когда туда прибывают Воины Земли, они вступают в схватку со стражей и одолевают их. Во время битвы Кано, ранее проигравший бой Соне, вновь терпит поражение. Кано радостно говорит им, что пирамида начинена взрывчаткой, но Воины Земли успевают выбраться из пирамиды прямо перед взрывом.
Примечания: В данном эпизоде впервые показан Кано в своем новом виде. Его национальность изменена с американской на австралийскую с учётом игры Тревора Годдарда в первом фильме. А его бой с Соней кратко показан во флэшбеке. Однако, в своем MK3-наряде он предстает и в сцене убийства напарника Сони по спецпоздразделению по имени Векслер (назван в честь сценарист/продюсера компании «Threshold» Джоша Векслера), что произошло ещё до событий первого фильма.
Сценарист: Шон Кэтрин Дерек
Выход: 26 октября 1996
 Гостевые голоса: Майкл Дес Баррес (Кано)

### Серия 7: Сражение с Шао-Каном(Шоканами в русской озвучке была ошибка перевода)
Оригинальное название: Fall from Grace
В битве против Шоканов Соня отказалась подчиниться приказу. В результате, Страйкер был серьёзно ранен. Он решает временно отстранить Соню от участия в группе, поскольку по его мнению она неспособна работать в команде с остальными. Обнаружив очередную атаку Страйкер приказывает Ночному Волку сражаться с воинами Шивы, вынудив его покинуть базу. Защищать базу остаются сам Страйкер, Соня и волчица Кива. Во время нападения Шоканов на базу Соня действует согласно приказам Страйкера, в результате чего им удается отразить нападение. После победы Страйкер говорит о том, что Соня выучила урок и может вновь вернуться ко своим обязанностям.
Сценарист: Марк Хоффмайер
Выход: 2 ноября 1996

### Серия 8: Черная магия Кван Чи
Оригинальное название: The Secret of Quan-Chi
Кван Чи (указанный в оригинальном заголовке серии) захватил рубин Тетзурри — волшебный кристал, способный пробудить все самое худшее в человеческой душе. С его помощью колдун, представ в облике беглеца из Внешнего Мира, околдовал Воинов Земли, из-за чего они стали враждебны друг другу. В результате, Земля лишилась всякой защиты, и может быть легко захвачена Кван Чи, если бы не Ночной Волк, избежавший влияния рубина. Воины Земли летят на Затерру, чтобы уничтожить кристалл, но влияние кристалла мешает им выступить одной командой и они дерутся друг с другом. Но в бою они смогли преодолеть черноту в своих душах и помочь Ночному Волку уничтожить кристалл, а затем и прогнать Кван Чи.
Примечания: В этом эпизоде впервые показан Кван Чи (относительно любых медиа по вселенной Смертельной Битвы). Позднее он появится в качестве персонажа в играх Mortal Kombat Mythologies: Sub-Zero и Mortal Kombat 4.
Сценарист: Стив Грэнет и Сайдн Кларк
Выход: 9 ноября 1996 
Гостевые голоса: Ник Чинлунд (Куан Чи)

### Серия 9: Воскрешение Шан Цуна
Оригинальное название: Resurrection
Шао Кан воскрешает Шан Цзуна и дает ему сферу, способную контролировать силы природы (огонь, ветер, воду и землю). Шан Цзун благодаря своей огромной злобе — наиболее подходящий человек для управления сферой, поскольку чем злее хозяин сферы, тем сильнее разрушительная сила самой сферы. Шан Цзун создаёт глобальные природные катастрофы и ослабляет Рэйдена. Воины Земли попадают в ловушку Шан Цзуна и помочь им может лишь Бог грома. Таким образом, на Рэйдена ложится ответственность за судьбу всего мира. Но к счастью, даже сильно ослабленный Рэйден оказывается сильнее зла, усиленного сферой. Победив Шан Цзуна, Рэйден отправил его самого обратно к Шао Кану, а сферу — в один из миров, где её больше не смогут найти.
Примечания: В конце эпизода можно заметить таинственную фигуру, вбегающую в портал следом за сферой. Личность этого человека никогда полностью не раскрывалась, но в других мульсериалах, демонстрировавшихся по каналу «USA Network» параллельно со Смертельной битвой, таких как Уличный боец и Wing Commander Academy, имелись отсылки к этому персонажу. Данный эпизод, также как и по одному эпизоду из упомянутых мультсериалов, являлся большим кроссовером, в котором человек, бегущий сквозь портал за сферой, следовал за ней из своей собственной вселенной, чтобы предотвратить её попадание в нехорошие руки. В каждом из сериалов сфера обладала немножко различной силой и эффектами.
Сценарист: Шон Кэтрин Дерек
Выход: 16 ноября 1996 
Гостевые голоса: Нил Росс (Шан Цзун); Джон Вернон (Шао Кан)

### Серия 10: Мечи амазонок
Оригинальное название: Swords of Ilkan
Эпизод начинается с битвы Китаны и предводительницы амазонок по имени Зара после смерти наставника Китаны Рамата. Действие происходит в мире Илкан. Прибывшая стража по приказу Китаны арестовывает Зару. Несмотря на то, что битва была прервана, Китана всегда знала, что однажды она продолжится. Много лет назад враги принцессы смогли вернуться и Зара нашла один из двух мечей Илкана. Когда сила двух мечей будет объединена, то они смогут открывать порталы в другие миры. Джакс, Соня и Китана переходят через один из обнаруженных порталов, но портал после них блокируется и не пропускает остальных Воинов Земли. Чтобы получить второй меч, Зара берет Джакса в заложники. Китана и Соня должны отправиться в один из храмов Илкана за вторым мечом чтобы спасти своего товарища. Вместе они побеждают гигантского стражника в храме и берут меч, но Китана категорически отказывается отдать меч Заре. Неоконченная битва продолжается и на этот раз принцесса побеждает и спасает Джакса. Чтобы больше никто не нашёл мечи, Китана бросает их в один из порталов в другие миры.
Примечания: Мечи амазонок — единственный эпизод полностью построенный на участии неигровых персонажей.
Сценарист: Шон Кэтрин Дерек
Выход: 23 ноября 1996
 Гостевые голоса: Нэнси Линари (Зара); Брок Питерс (Рамат)

### Серия 11: Невидимый союзник
Оригинальное название: Amends
Соня и Саб-Зиро ищут логово Черных Драконов, но на них нападают в заброшенном театре. Соня получает ранения в бою, но её спасет Кабал — бывший член банды Черных Драконов. Несколько лет назад он был одним из лучших воинов банды, но Шао Кан узнал о пророчестве, которое гласило, что Кабалу суждено переродиться Избранным и стать на сторону добра, и приказал своим воинам убить Кабала. Кабал лишь чудом выжил в схватке с подосланными убийцами, но его лицо осталось страшно изуродованным, и он был вынужден носить респиратор чтобы скрывать лицо. Кано и его сообщники открыли портал, чтобы вывести армию Зла в другие миры. С помощью Кабала Воины Земли смогли помешать планам Кано и уничтожить портал. Воины Земли предлагают Кабалу присоединиться к ним, но он предпочитает продолжить свой крестовый поход против Черных Драконов в одиночку. Соня сильно потрясена историей Кабала и расстроена его уходом.
Примечания: Повторный показ серии произошёл во время пятого ежегодного международного Дня защиты детей на телевидении (Детский фонд ООН). История Кабала почти целиком повторяет его историю в MK3, где он также представлен положительным героем, но за исключением того, что Кано предал его (хотя с учётом того, что Кано — часть армии Шао Кана, то это может и не считаться расхождением). Однако, в Mortal Kombat Deception он представлен злодеем, захватившим власть над Черными Драконами после того, как его спас Хавик и он отомстил Мавадо; кроме того, в его личной карточке Кано указан как союзник.
Сценарист: Стив Грэнет и Сайдн Кларк
Выход: 30 ноября 1996 
 Гостевые голоса: Кевин Майкл Ричардсон (Кабал)

### Серия 12: Чувство долга
Оригинальное название: Abandoned
Джакс устал от бесконечных битв и решает уйти из команды, поселившись в уединенной хижине, доставшейся ему в наследство от деда. Там он знакомится с девушкой по имени Руби, которая на самом деле является тайным агентом Шао Кана. Она пытается выведать у него место расположения базы Воинов Земли. В результате внезапной атаки Джакса схватывают ниндзя Эрмака и заточают в пещере под замком Шао Кана, где готовятся для него пытки. Его друзья, тайно подсматривавшие за ним, узнают о похищении и идут ему на выручку, но попадают в ловушку Шао Кана и атакованы превосходящими силами. Когда их поражение становится очевидным, Руби решает помочь им и выводит через тайный выход. Джакс понимает, что мирная жизнь невозможна, пока Земля находится под угрозой вторжения из другого мира, и возвращается в группу.
Примечания: Эрмак здесь показан без маски и на протяжении всей серии ведёт себя как единая личность. Однако, в последующих играх рассказывается, что Эрмак — это множество душ в одном теле, поэтому про себя он говорит «Мы».
Сценарист: Шон Кэтрин Дерек
Выход: 7 декабря 1996
 Гостевые голоса: Майкл Дес Баррес (Шао Кан); Кевин Майкл Ричардсон (Эрмак)

### Серия 13: Восстание
Оригинальное название: Overthrown
В заключительной серии всего сериала Защитники Земли готовятся к решающей битве с силами Шао Кана. Битва назначена на пятитысячелетнюю годовщину гибели Джеррода, короля Эдении и отца Китаны. Они с большой тревогой готовятся к грядущей битве, осознавая свою малочисленность, но у Лю Кана свои причины для уныния: в случае победы Китана станет правительницей Эдении. Китана заключает соглашение с Шивой и её Шоканами, не подозревая, что на самом деле это Шан Цзун, превратившийся в Шиву. В назначенный момент Китана и силы повстанцев врываются в замок Шао Кана и требуют передачи власти принцессе. Неожиданно появляется Шан Цзун с воинами настоящей Шивы. Колдун также хочет захватить власть во Внешнем мире. Но Цзун забыл одну вещь: у Шивы и Шоканов есть давние враги во Внешнем мире. Рэйден раскусил план Шан Цзуна и вмешался в бой. При этом бог грома привел с собой злейших врагов Шивы — Мотаро, а также армии Кентавров и Номадов. Во время разгоревшегося боя между Шоканами и Кентаврами защитники сбегают с поля боя через портал. Восстание провалилось, но Земля ещё не пала, и поэтому Смертельная Битва вновь продолжается.
Примечания: В этом эпизоде применён другой способ рисовки, отличающийся от предыдущего большей детализацией.
Сценарист: Шон Кэтрин Дерек
Выход: 14 декабря 1996
Гостевые голоса: Джон Рис-Дэвис (Асгарт); Джон Вернон (Шао Кан)

## Озвучивание
Основные персонажи мультсериала
- Люк Перри (Саб-Зиро) русский перевод от EA (Ниже Нуля) - ледяной ниндзя, бывший ученик Ониро из клана Лин Куэй(младший брат Би Ханя, имеет шрам на правом глазу), озвучил: Владимир Вихров,
- Клэнси Браун (Рэйден) - Бог Грома и Молнии, покравитель Земного Царства, русский перевод от EA - озвучили:  Алексей Инжеватов, Владимир Вихров(читает голосом Рэйдена вступительный текст с 1 по 7 серию), Виктор Петров(читает голосом Рэйдена вступительный текст с 8 по 13 серию),
- Рон Перлман (Кёртис Страйкер) - бывший спецназовец из Нью-Йорка, закрывает порталы своей дубинкой из Внешнего мира, русский перевод от EA озвучили:  Алексей Инжеватов, Виктор Петров,
- Оливия д’Або (Соня Блейд) - бывший лейтенант и командир отдела спецназа американской армии, русский перевод от EA озвучила: Людмила Гнилова,
- Дориан Хэйрвуд (Джакс) - бывший майор вооруженных сил США, русский перевод от EA озвучил: Владимир Вихров,
- Кри Саммер (Китана) - дочь короля и королевы мира Эдении, принцесса с возрастом 10000 лет, русский перевод от EA озвучила: Людмила Гнилова,
- Тодд Тоули (Ночной Волк) - индейский шаман и историк, русский перевод от EA озвучили: Сергей Чекан, Владимир Вихров,
- Брайан Точи (Лю Кан) - шаолиньский монах, потомок Кун Лао, величайший воин Земного Царства, русский перевод от EA озвучили: Сергей Чекан, Алексей Инжеватов,

(Остальные персонажи) оригинал английский/русский перевод от ЕА: 
- Эрмак(красный ниндзя) - Сергей Чекан,
- Рамат(хранитель кристалла) - Брок Питерс/Сергей Чекан,
- Шан Цзун(могущественный колдун Земного Царства способности, которого заключаются в поглощении душ сильнейших бойцов и превращении в их аналоги, бывший ученик императора Шао Кана) - Нил Росс/Сергей Чекан,
- Руби(красная ниндзя, девушка Джакса) - Людмила Гнилова,
- Зара(лидер воинов-амазонок) - Нэнси Линари/Людмила Гнилова,
- Шива(принцесса и предводитель расы Шоканов) - Доун Льюис/ Людмила Гнилова,
- Смок (серый киборг-ниндзя из клана Лин-Куэй, бывший друг Ниже Нуля, изначально был человеком-ниндзя до трансформации, подчиняется своему учителю Ониро) - Джереми Рэчфорд/ Алексей Инжеватов,
- Ониро(учитель клана Лин-Куэй, от которого сбежал его бывший ученик Ниже Нуля, произвел трансформацию из людей ниндзя в киборгов-убийц Сектора и Серакса(перевод от ЕА вместо Сайрекса), и последним Смока - Алексей Инжеватов,
- Скорпион(желтый ниндзя, Ханзо Хасаши-член клана Ширай Рю) - Алексей Инжеватов, Владимир Вихров,
- Кано(член преступной группировки «Чёрный Дракон») - Марк Де Барр/Алексей Инжеватов,Владимир Вихров,
- Асгард(советник короля Джеррода-отца Китаны из Эдении) - Джон Рис-Дэвис/Владимир Вихров;
- Сектор(красный киборг-ниндзя из клана Лин-Куэй, до трансформации был человеком, ученик учителя Ониро) - Владимир Вихров,
- Комодай(зеленый ниндзя-Рептилия, лидер расы Зауриан из Затерры) - Джошуа Блейден/Владимир Вихров,
- Мотаро(лидер расы кентавров) - Владимир Вихров,
- Рейн(пурпурный ниндзя, полубог, бывший эдениец, потомок бога Эдении - Аргуса) - Рино Романо/Владимир Вихров,
- Кван Чи(могущественный колдун Царства Небытия, владеет черной магией и некромантией) - Ник Чинланд/Владимир Вихров;
- Кабал(бывший член преступной группировки «Чёрный Дракон») до этого работал вместе со Страйкером в спецназе Нью-Йорка и был его напарником - Виктор Петров
- Шао Кан(император Внешнего Мира) Джон Вернон/Виктор Петров.

## Выпуск на носителях
- Великобритания: было выпущено три блока (суммарно 12) серий, исключая серию «Атака Скорпиона».
- Австралия: сериал был выпущен полностью шестью блоками.
- Россия: сериал сначала вышел на 4 VHS-кассетах были изданы на российских VHS компанией «Екатеринбург Арт — Home Video» в 1998—1999 году, содержащих все 13 серий, 1 кассета-Битва начинается снова(Битва начинается снова, Жало Скорпиона, Бой с ниндзей-рептилией, Похищение Китаны) 4 серии-80мин; 2 кассета-Нападение «Черных Драконов»(Киборг-Терминатор, Нападение «Черных Драконов», Сражение с Шао-Каном) 3 серии-80мин; 3 кассета-Мечи Амазонок(Черная магия Кван Чи, Воскрешение Шан Цуна, Мечи Амазонок) 3 серии-60мин; 4 кассета- Восстание(Невидимый союзник, Чувство долга, Восстание) 3 серии-61мин, смотреть на VHS(видеокассетах мультсериал следует именно в таком порядке, как указано в списке серий, а затем был перевыпущен на 2 DVD с оригинальной и русской дорожками.
- Бразилия: сериал вышел на 3 DVD c озвучиванием на бразильском португальском языке и оригинальной англоязычной.
- США: лишь несколько серий вышли на VHS и о переиздании на DVD никаких сведений нет.

## Дополнительная информация
- USA Network запустила показ сериала вместе с ещё одним мультсериалом «Уличный боец», для которого было снято в два раза больше серий (26 штук).
- Кун Лао, Джонни Кейдж, Милина, Синдел, Джейд, Нуб Сайбот, Горо и Кинтаро в сериале не появились и их отсутствие никак не было объяснено. Кроме того, они даже не были ни разу упомянуты в сериале. Однако Кун Лао, а точнее его предок Великий Кун Лао позднее стал главным героем телесериала «Смертельная битва: Завоевание».